# Pisco Barsol
Pisco Barsol ist ein Pisco aus Peru, der in der Bodega San Isidro im Ica-Tal hergestellt und von Queros S.A.C. aus Peru exportiert wird. Die Marke Barsol ist insbesondere in den USA sehr stark vertreten und zählt zu den am meisten exportierten Piscos aus Peru.

## Bodega San Isidro
Die Bodega San Isidro befindet sich in der Stadt Pueblo Nuevo in Peru, im traditionellen Pisco Anbaugebiet Ica. Das genaue Alter der Bodega ist nicht exakt bekannt, ihr Gründungsdatum wird aber auf das 19. Jahrhundert geschätzt. Erstmals urkundlich erwähnt wurde die Bodega im Jahre 1919 beim damals stattgefundenen Verkauf der Bodega. Im Jahre 2002 übernahmen die heutigen Eigentümer Diego Loret de Mola und Carlos Ferreyros die Bodega und brachten die Bodega technologisch auf den neuesten Stand.
Neben Pisco Barsol stellt die Bodega San Isidro unter anderem Pisco Mendiola her.

## Produkte von Pisco Barsol
Pisco Barsol wird gemäß den Vorschriften für peruanischen Pisco in traditionellen Verfahren hergestellt. Es werden Trauben der Sorten Quebranta, Italia und Torontel aus Anbau im Ica-Tal verwendet.
In Summe werden 7 unterschiedliche Produkte hergestellt, die oben genannten 3 Traubensorten jeweils in ihrer puro-Variante, teilfermentiert (Mosto Verde) sowie geblendet als Acholado (siehe Pisco (Getränk)#Kategorisierung).

## Bedeutung
Pisco Barsol gehört in den USA und weltweit zu den führenden Pisco Marken und beschert der Queros S.A.C. führende Plätze in den Export-Rankings für Pisco aus Peru.
Im Jahre 2010 war Queros S.A.C. mit Pisco Barsol der größte Pisco Exporteur aus Peru.

## Auszeichnungen
Barsol hat sowohl in Peru wie auch in den USA und in Europa viele namhafte Auszeichnungen und Medaillen gewonnen:
- Im Jahre 2007 wurde Barsol Quebranta in den USA bei der San Francisco World Spirit Competition als bester Pisco („Top Pisco“) betitelt und mit der Doppelgoldmedaille ausgezeichnet[4]
- Im Jahre 2011 gewann Barsol Mosto Verde Italia bei der gleichen Veranstaltung ebenfalls die Doppelgoldmedaille[5]
- Barsol Acholado gewann sowohl in San Francisco (2007) als auch beim Concours Mondial de Bruxelles (2009) jeweils Gold-Medaillen[6][7]